# E-papieros

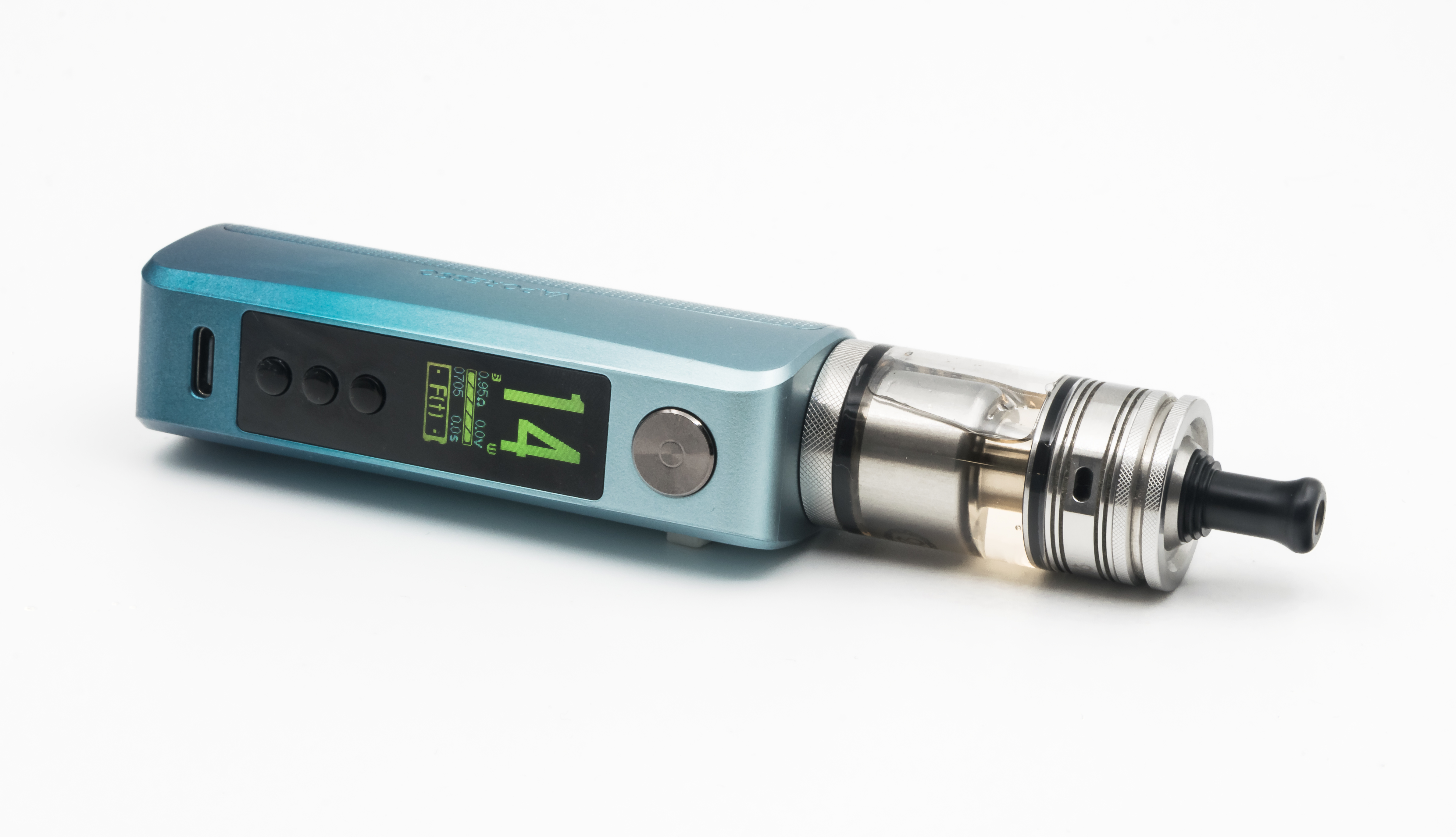
Zaawansowany model e-papierosa, tzw. mod

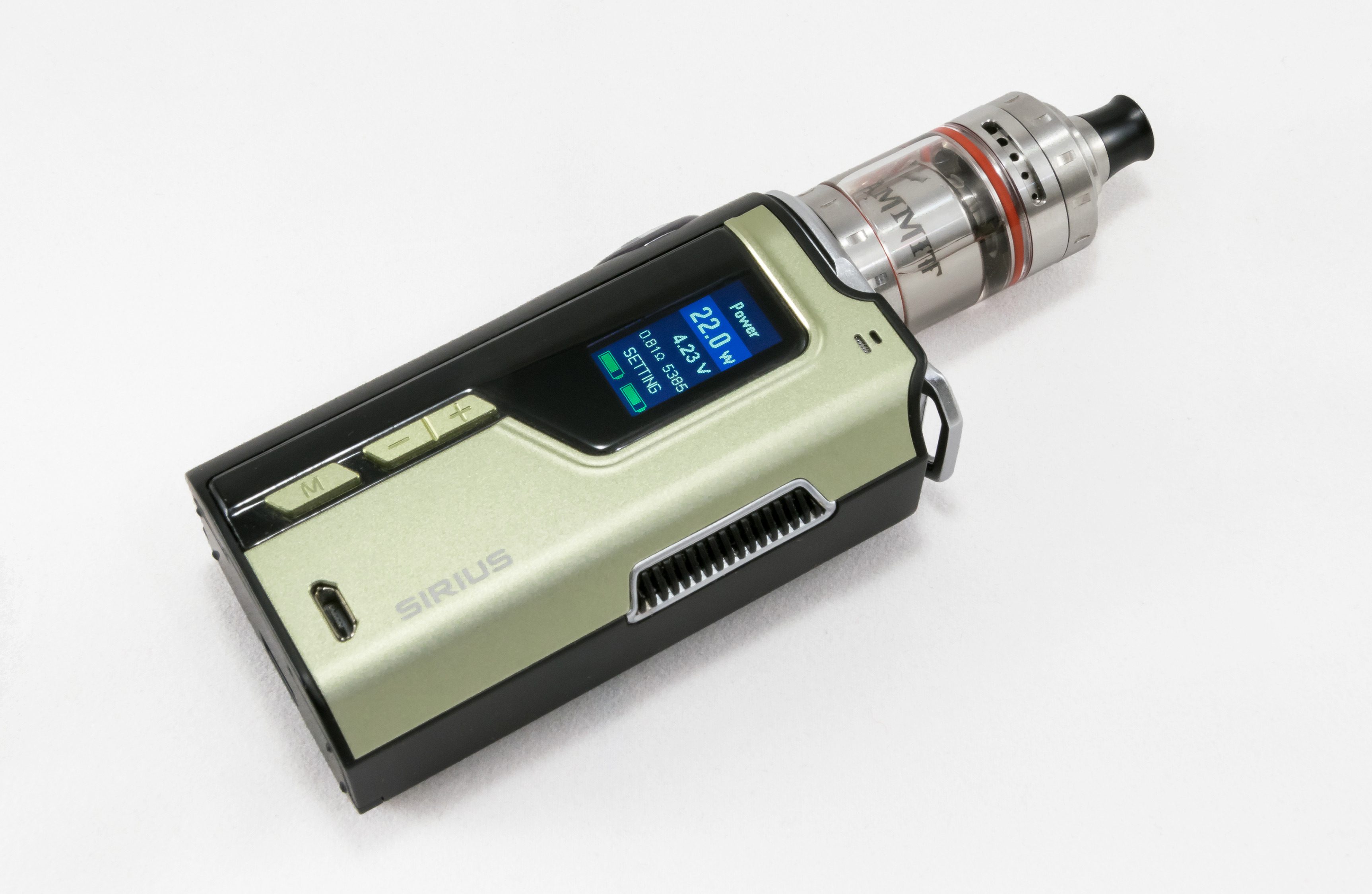
Inny przykład moda

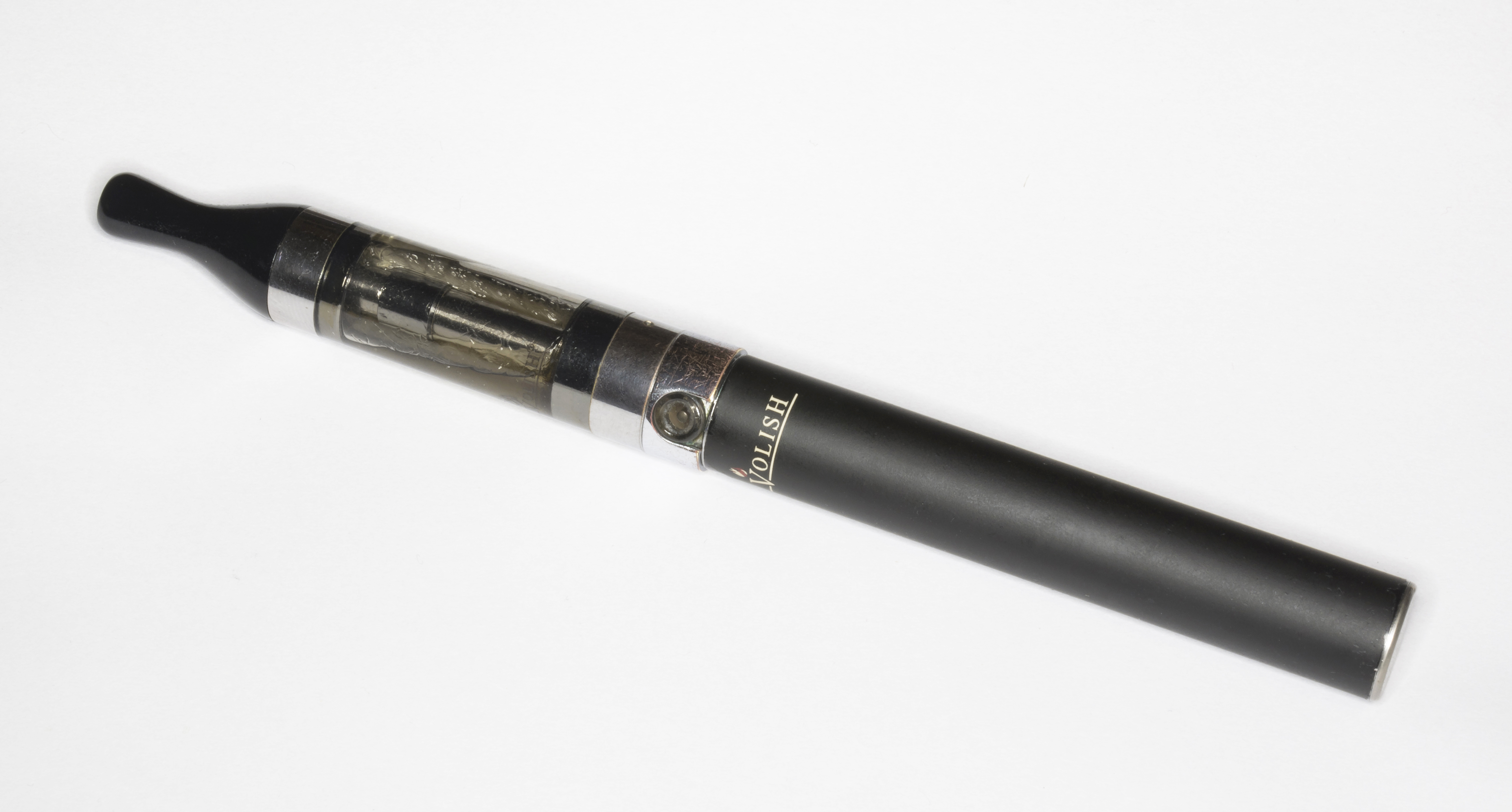
E-papieros Ego3 dystrybucji Volish

E-papieros (elektroniczny inhalator nikotyny, EIN) – zasilane akumulatorem urządzenie inhalacyjne dające użytkownikowi podobne wrażenia jak przy paleniu tradycyjnych papierosów. Urządzenie powoduje zamianę roztworu inhalacyjnego na wdychany przez użytkownika aerozol (zamiast dymu wdychanego przy paleniu papierosów). Roztwór inhalacyjny (tzw. liquid) składa się zazwyczaj z glikolu propylenowego, gliceryny, aromatów oraz nikotyny w różnym stężeniu (maks. 20 mg/ml). Niektóre aromaty stosowane w roztworach inhalacyjnych rozpuszczane są w glikolu z dodatkiem wody demineralizowanej oraz etanolu, stąd śladowe ilości tych substancji również występują w płynie.

## Historia e-papierosa
Pierwsze pomysły na stworzenie „bezpiecznego” dla zdrowia palaczy papierosa sięgały połowy XX w. i były próbą odpowiedzi firm tytoniowych na informacje medialne o szkodliwości nikotyny i innych substancji wchodzących w skład papierosów. Jednak żadnej ze znanych marek nie udało się stworzyć produktu, który zostałby dobrze przyjęty przez konsumentów. Ciągłe problemy techniczne skutecznie uniemożliwiły wprowadzanie na rynek elektronicznych papierosów. Prace i kolejne pomysły poszczególnych producentów ułożyć można w pewną chronologię porażek i sukcesów:
- lata 60.: projekt „Premiere” firmy Philip Morris okazał się zupełną klęską, nie przyjmując się wśród konsumentów;
- I połowa lat 90.: Philip Morris rozpoczął kolejne prace nad prototypem e-papierosa. Powstał produkt o nazwie „Eclipse” – bezdymny papieros, który miał zmniejszać negatywny wpływ biernego palenia o około 85-90%. Papieros emitował smak tytoniu bez tworzenia popiołu i dymu, produkował mniej rakotwórczych związków niż zwykłe dostępne na rynku papierosy, nadal jednak wytwarzał tlenek węgla i zawierał nikotynę;
- kolejną propozycją marki Philip Morris był „Accord”, emitujący o 83% mniej toksyn niż zwykłe papierosy;
- w 2004 na rynku pojawił się chiński produkt „Ruyan”, pierwsze szerokodostępne urządzenie tego typu;
- w 2006 powstał pierwszy e-papieros „Ruyan V8”. E-papierosy Ruyan pierwotnie wykorzystywały ultradźwięki. Rozwój prac inżynierskich pozwolił na wprowadzenie zastosowania elementu grzewczego. W trakcie „zaciągania się” płyn z nikotyną zostaje podgrzany i odparowany, wskutek czego tworzy się mgła wdychana przez palacza. Metoda znacznie różni się od zwykłego palenia. Tradycyjne papierosy oprócz nikotyny uwalniały jeszcze około 5000 substancji smolistych. Dzięki e-papierosom palacze nie narażają się na ich wdychanie[2];
- w następnych latach, głównie dzięki rozwiązaniom wprowadzanym przez użytkowników e-papierosów, pojawiały się coraz nowsze konstrukcje mające na celu zwiększenie korzyści płynących z użytkowania e-papierosa. Pojawiły się modyfikacje pozwalające lepiej kontrolować ilość przyjmowanej nikotyny, oraz ograniczyć temperaturę atomizacji płynu.

W Polsce wzmianki o elektronicznym papierosie pojawiły się w 2006 roku, ale prawdziwa popularyzacja nastąpiła w latach 2008 i 2009, kiedy powstało najwięcej firm sprowadzających i handlujących e-papierosami.

## Budowa typowego e-papierosa
Obecna generacja e-papierosów najczęściej przypomina z wyglądu gruby długopis. Odchodzi się od wyglądu przypominającego zwykłego papierosa. Na rynku znaleźć można także modele imitujące fajkę lub cygaro. 
Z badań wynika, że wielu długoterminowych użytkowników EIN zaczynało od prostego zestawu startowego zawierającego najprostszy model elektronicznego inhalatora nikotyny, by w dłuższej perspektywie zacząć używać bardziej skomplikowanych urządzeń.

### I wariant (pot. Stick)
Przypominający kształtem duży długopis.
- Parownik – nakręcany na źródło zasilania zbiornik na płyn z wymiennymi zespołami grzewczymi i ustnikami.
- Źródło zasilania – proste urządzenie wyposażone w niewymienny akumulator i przycisk do aktywacji urządzenia. Czasem występujący z pierścieniem regulującym podawane napięcie.

### II wariant (pot. Pod)
Z reguły e-papieros o najmniejszych rozmiarach.
- Parownik zintegrowany (atopack) – połączenie zbiornika, ustnika i zespołu grzewczego w jeden element. Często mocowany za pomocą magnesów neodymowych.
- Źródło zasilania – proste urządzenie wyposażone w niewymienny akumulator, najczęściej aktywowane poprzez wykrycie zaciągnięcia.

### III wariant (pot. AIO - All In One)
Podobny do pierwszego wariantu, jednak występujący w znacznie większej gamie rozmiarów i kształtów.
- Parownik – zbiornik, często połączony z ustnikiem z wymiennymi zespołami grzewczymi.
- Źródło zasilania – urządzenie wyposażone w akumulator. Od najprostszych aktywowanych przez zaciągnięcie po zaawansowane mody z wymiennymi akumulatorami.

### IV wariant (pot. Mod elektroniczny)
Najbardziej rozbudowana kategoria mieszcząca w sobie setki odmian.
- Parownik (TANK/RBA/RTA/RDA/RDTA/RDSA) – zaawansowana odmiana, w zależności od modelu pozwalająca na korzystanie z gotowych zespołów grzewczych lub tworzenie własnych. Często montowana na gwint o standardzie 510 i szerokości podstawy 22 lub 25mm. W wielu przypadkach pozwala na regulację przepływu powietrza (airflow) lub dopływu roztworu do elementu grzewczego (juice control).
- Źródło zasilania – urządzenie posiadające elektronikę pozwalającą na regulację mocy lub napięcia, a także odczyt stopnia naładowania baterii. Dzięki temu można regulować parametry według własnych preferencji smakowych.

### V wariant (pot. Mod mechaniczny)
Mniej bezpieczna do użytkowania odmiana zaawansowanego moda.
- Parownik (TANK/RBA/RTA/RDA/RDTA/RDSA) – patrz wariant IV.
- Źródło zasilania – mod mechaniczny to najczęściej stalowa/miedziana rurka, z przyciskiem mechanicznym u dołu, z wymiennymi ogniwami wysokoprądowymi, najczęściej typu 18650, 26650 lub 20700. Taki mod charakteryzuje się spadającym napięciem wraz z rozładowywaniem ogniwa, prostotą budowy i zwykle dużą wytrzymałością na uszkodzenia. Wadą jest brak elektroniki odcinającej napięcie w przypadku zwarcia jak i nadmiernego rozładowania akumulatora, co może skutkować zniszczeniem ogniwa. Dlatego też ważne jest stosowanie ogniw wysokoprądowych (od 20 A) by uniknąć zniszczenia ogniwa.

### VI wariant (pot. Mini pod)
Często występujący jako e-papieros jednorazowego użytku.
- Zintegrowany parownik z zasilaniem – urządzenie wyposażone w akumulator, aktywowane poprzez zaciągnięcie. Czasem przypominający kształtem tradycyjny papieros. Zazwyczaj nie można go ponownie napełnić płynem czy naładować akumulator.

## Stosowane elementy grzewcze
Poza nielicznymi konstrukcjami wykorzystującymi ultradźwięki do wzbicia aerozolu, większość e-papierosów wykorzystuje metalowe elementy grzewcze otoczone watą z bawełny nasączoną płynem. Dwa najpopularniejsze rodzaje stosowanych elementów grzewczych to:
- Coil – przypominający cewkę, kawałek drutu zwinięty w kształt spiralny. W zależności od konstrukcji parownika, wata znajduje się wewnątrz lub dookoła zespołu grzewczego.
- Siatka (mesh) – małe i cienkie odcinki drutu uplecione w siatkę lub kawałek blachy z wyciętymi otworami w formie taśmy, w kształcie łuku. W zależności od konstrukcji parownika, wata znajduje się pod łukiem lub dookoła zespołu grzewczego.

## Zaawansowane zasilanie
Nowocześniejsze odmiany e-papierosów jako źródła zasilania używają zaawansowanych urządzeń, potocznie nazywanych modami. Pozwalają one regulować podawaną na element grzewczy moc, napięcie, czy nawet ustalić wykres zmiany mocy/napięcia w wybranym przedziale czasowym. W większości przypadków są w stanie odczytać rezystancję używanego zespołu grzewczego i na tej podstawie podpowiadać jakie parametry zasilania powinny zostać ustawione dla uzyskania zadowalającego efektu. Bardziej rozbudowane konstrukcje wykorzystują odczyt rezystancji, aby określić jaką temperaturę ma w tej chwili element grzewczy. Pozwala to na regulację poprzez temperaturę, a nie wartości napięcia czy mocy. Z racji, że niektóre metale mocniej zmieniają swój opór w zależności od temperatury, najczęściej używanymi są tytan (Ti), nikiel (Ni), oraz stal nierdzewna (SS316 lub SS304).
Wiele konstrukcji pozwala na wymianę akumulatorów przez użytkownika. Najczęściej spotykanymi rozmiarami ogniw są litowo-jonowe 18650, 21700, 20700 oraz 26650. Odmiany zasilań bez wymiennych akumulatorów często wyposażone są w ogniwa litowo-polimerowe.
Droższe odmiany wyposażone są w kolorowe ekrany pozwalające na wygodną nawigację po interfejsie i szybką zmianę ustawień. Niektóre zbierają też statystyki jak łączna liczba zaciągnięć, czy ostatnio podawane napięcie.

## Zaawansowane parowniki

### RBA (Rebuildable Atomizer)
Jedna z pierwszych konstrukcji, w świecie zaawansowanych modów. Zaistniała ona jako specjalna baza, umożliwiająca na instalację niestandardowych grzałek, do atomizerów przeznaczonych do użytkowania z grzałkami fabrycznymi.
Najbardziej znanym producentem atomizerów z bazą RBA jest Smoktech.
Przykładem tego typu atomizerów jest Smok TFV4, TFV8 i TFV12.

### RTA (Rebuildable Tank Atomizer)
Potocznie nazywany "tankiem". Jest to bardzo podobny typ atomizera jak RBA, gdyż jedyną różnicą, jest brak możliwości użytkowania w takim atomizerze grzałek fabrycznych. Wyróżnia się wśród nich parowniki o różnych rodzajach przepływu powietrza:
- górny przepływ (tzw. top-airflow) gdzie powietrze dostarczane jest z górnej części atomizera, do grzałki specjalnym tunelem na całej wysokości atomizera. Zaletą takiego rozwiązania jest 100% odporność na wycieki liquidu przez otwory inhalacyjne. Przykładem takiego atomizera jest Geekvape Zeus RTA.
- dolny przepływ (tzw. bottom-airflow) w tym przypadku powietrze zostaje doprowadzone do zespołu grzewczego znacznie krótszą drogą, bezpośrednio spod grzałki, co również wymusza zastosowanie specjalnego tunelu doprowadzającego powietrze, jest to najczęściej spotykany typ air-flowu Przykładem takiego atomizera jest Geekvape Ammit RTA.
- bezpośredni/środkowy przepływ (tzw. middle-airflow) jest to jeden z najlepszych sposobów dostarczania powietrza do grzałki, ponieważ nie wymaga zastosowania tuneli, oraz powietrze dostaje się do zespołu grzewczego bezpośrednio Przykładem takiego atomizera jest Geekvape Blitzen RTA.

### RDA (Rebuildable Dripping Atomizer)
Potocznie nazywany "dripperem". Ten typ atomizera mocno wyróżnia się budową, gdyż nie posiada on żadnego zbiornika na płyn. Płyn znajduje się jedynie w jego nośniku, co wymusza częste napełnianie. Sporą zaletą takiego rozwiązania, jest bardzo dobre oddawanie smaku (przez małą odległość grzałki od ust) i prostota konstrukcji. Przykładem takiego atomizera jest Augvape Druga RDA.

### RDTA (Rebuildable Dripping Tank Atomizer)
Jest bezpośrednią ewolucją parowników typu RDA. W tych konstrukcjach stosuje się dodatkowy zbiornik na płyn, z tą różnicą w stosunku do RTA, że znajduje się on poniżej zespołu grzewczego, poniżej atomizera. Jest to połączenie zalet RTA i RDA, jednakże sporą wadą tego typu atomizerów jest wysoka podatność na wycieki, kłopotliwe napełnianie i wymagane jest zastosowanie bardzo chłonnego nośnika liquidu, gdyż jest on transportowany w górę. Przykładem tego typu atomizera jest iJoy Limitless RDTA.

### RDSA (Rebuildable Dripping Squonking Atomizer)
Potocznie nazywany "Squonkiem". Jest to kolejna wariacja parownika RDA, wygląda dokładnie tak samo jak standardowy parownik RDA, jednak różni się on samym gwintem, ponieważ w środku bieguna dodatniego znajduje się otwór. Wymaga to specjalnego moda, który posiada wewnętrzną butelkę zapasową (o pojemności od 5 do 10 ml), z której liquid jest transportowany przez rurkę i sam otwór w biegunie dodatnim do nośnika liquidu w parowniku. Wymaga to od użytkownika wciskania ww. buteleczki, w celu wtłoczenia liquidu do parownika. Wiele atomizerów RDA, można zaadaptować do użytku z modem typu RDSA. Ma to bardzo wiele zalet, gdyż zachowujemy wszystkie zalety RDA, takie jak prostota konstrukcji i dobrze oddany smak, jednocześnie zachowując zalety tanka (choć pojemność buteleczki w squonkerze zazwyczaj przekracza pojemność większości parowników typu RBA, RTA i RDTA) Jedyną wadą takiego rozwiązania jest wymóg korzystania z wyspecjalizowanego moda i atomizera.

## Działanie e-papierosa
Podstawowa zasada działania e-papierosa to podgrzanie płynu (zazwyczaj zawierającego nikotynę) do temperatury, w której przechodzi on w stan lotny i może być wdychany. W e-papierosie nie zachodzi spalanie, dzięki czemu nie wydziela się silny zapach i powstaje bardzo niewiele substancji ubocznych.
Ustnik posiada wymienny wkład wypełniony specjalnym płynem (liquid), zawierającym glikol propylenowy (30% do 99,6%), glicerynę (30% do 99,6%) i opcjonalnie nikotynę (0% do 3,6%) oraz dodatki smakowe lub aromatyczne. Podczas „zaciągania się” e-papierosem, mikroprocesor przez przełącznik aktywuje zasilanie tzw. atomizera. Atomizer wprowadza mikroskopijne kropelki płynu do przepływającego powietrza przez podgrzanie płynu do temperatury 150-180 °C. Wytwarzany jest aerozol, który jest wdychany przez użytkownika. Glikol propylenowy powoduje, że płyn tworzy mgiełkę przypominającą wyglądem dym tytoniowy. Dodatek gliceryny zwiększa ten efekt. We wczesnych modelach e-papierosów mikroprocesor aktywował również znajdującą się na końcu urządzenia diodę LED, która symulowała żarzenie się papierosa.

## Różnice w stosunku do wyrobów tytoniowych
- nie zawiera tlenku węgla, ponieważ proces „palenia” faktycznie polega na inhalacji aerozolem złożonym głównie z glikolu propylenowego oraz gliceryny, nie zaś spalaniu tytoniu;
- koszt e-palenia (jednostkowy, poza samym zakupem urządzenia) jest wielokrotnie niższy niż przy zakupie tradycyjnych papierosów.
- nie występuje tzw. strumień boczny, który w papierosach konwencjonalnych uwalnia dużą ilość substancji szkodliwych

## Elektroniczne inhalatory nikotyny a zdrowie
Jedną z najważniejszych kwestii wpływających zarówno na odbiór EIN w społeczeństwie, jak i na dotyczące ich uwarunkowania prawne, jest sprawa ich ewentualnej szkodliwości dla zdrowia – zarówno niezależnie, jak i w porównaniu z tradycyjnymi papierosami. Wiele badań potwierdza ich niższą szkodliwość w porównaniu z wyrobami tytoniowymi, a także fakt, że korzystna dla zdrowia jest jakakolwiek metoda pozwalająca wyeliminować palenie tytoniu. Badania potwierdzają też, że korzyść zdrowotną z przerzucenia się z papierosów tradycyjnych na elektroniczne odniosą także pacjenci z chorobami układu krążenia. Mimo to wielu badaczy zaznacza, że wciąż brak jest badań dokumentujących wpływ EIN na zdrowie w dłuższej perspektywie. Nie jest też jasne, czy e-papierosy powinny być używane jako substytut palenia tytoniu przez osoby, którym trudno jest rzucić palenie, lub które tego nie chcą. Sprawę komplikuje dodatkowo fakt, że wielu lekarzy i naukowców błędnie interpretuje bądź przedstawia dostępne wyniki badań dotyczących skuteczności i bezpieczeństwa EIN ze względu na własne przekonania. To z kolei wpływa na porady, których udzielają pacjentom i na odbiór społeczny EIN.
Nie jest również jasna kwestia skuteczności EIN jako tzw. nikotynowej terapii zastępczej (NTZ), czyli środka mającego sprzyjać rzuceniu palenia tytoniu przez palaczy. Niektórzy badacze są zdania, że ich skuteczność w tym zakresie jest zbliżona do skuteczności plastrów nikotynowych powiązanych z terapią behawioralną. Inni sugerują, że skuteczność ta może być podobna lub nawet znacznie wyższa dzięki temu, że sięganie po EIN zaspokaja także potrzeby palaczy nawykowych, nie tylko głód nikotyny.
Innym zagadnieniem jest wpływ e-papierosów na budowanie uzależnienia wśród dzieci i młodzieży. Są to innowacyjne produkty, niekiedy o cechach gadżetu (np. łączność ze smartfonem), dające możliwość „personalizacji”, indywidualnego sposobu używania, bardzo szeroką gamę atrakcyjnych smaków, a także dawkę nikotyny, która zwiększa produkcję dopaminy, dającej uczucie przyjemności. Poczucie przynależności do społeczności „wtajemniczonych” (mających wiedzę o produktach) waperów może być szczególnie atrakcyjne dla osób młodych. To samo dotyczy podatności na różnego rodzaju mody w środowisku rówieśniczym. 
Amerykańska Agencja Żywności i Leków zauważyła, że w ostatnich latach korzystanie z e-papierosów wzrosło gwałtownie wśród dzieci i młodzieży i stały się one najczęściej używanym produktem tytoniowym przez uczniów szkół średnich. Rozpoczęła więc kampanię „Rzeczywisty Koszt” (The Real Cost) skierowaną do 10,7 mln młodych ludzi w wieku 10–17 lat, którzy używali e-papierosów lub są na to otwarci, by uprzytomnić im zagrożenia. Jednocześnie podjęto działania na rzecz skutecznego egzekwowania zakazu marketingu adresowanego do młodych ludzi. Zobowiązano branżę do wycofania produktów szczególnie dla nich atrakcyjnych, co w praktyce może oznaczać zmuszenie firm do usunięcia z rynku amerykańskiego niektórych lub wszystkich produktów z aromatami.
Zdaniem niektórych potencjalna szkodliwość EIN dalece wykracza poza ewentualne zyski zdrowotne jakie daje rzucenie palenia, choć United States Preventive Services Task Force uważa, że brak jest wystarczających danych do wysnucia takiego wniosku.
- Artykuł organizacji pozarządowej „Lega Italiana Anti Fumo – LIAF”[16][17], w którym informuje się o pilotażowych badaniach prowadzonych w okresie 6 miesięcy pod kierunkiem prof. med. Riccardo Polosy – dotyczyły one jak używanie e-papierosa wpływa na nałóg tytoniowy. Wyniki badań klinicznych zaprezentowano na kongresie w Turcji. Prof. Polosa (epidemiolog, specjalista m.in. leczenia astmy) w komentarzu dla LIAF stwierdził, że jest szansa, aby dowieść, iż e-papierosy są bezpieczną alternatywą dla tradycyjnego palenia tytoniu[18].
- Artykuł Electronic Cigarettes: Miracle or Public Health Danger?[19] Thomasa J. Glynna – dyrektora International Cancer Control działającego w ramach American Cancer Society. Autor analizuje w tym tekście wszystkie argumenty wysuwane za i przeciw elektronicznym papierosom. W ramach zalet wymienia m.in. dostarczanie nikotyny bez balastu 7 tysięcy innych szkodliwych związków, zaspokajanie odruchów typowych dla palacza (głód nikotynowy, „dym”, odruch ssania), brak efektu palenia biernego oraz możliwość bycia środkiem pomocnym w rzucaniu palenia.

### Nikotyna
Wbrew obiegowej opinii, nikotyna nie posiada właściwości rakotwórczych i jest jedną z mniej szkodliwych substancji wdychanych wraz z dymem papierosów tradycyjnych (jej szkodliwość bywa przyrównywana do kofeiny), choć nie jest też obojętna dla zdrowia i jest środkiem silnie uzależniającym. W niskich stężeniach nikotyna ma łagodne działanie analgetyczne (przeciwbólowe), po przyjęciu większych dawek może jednak powodować nudności, wymioty, biegunkę, niekontrolowane ślinienie, bradykardię, a być może także drgawki i hiperwentylację. Teoretycznie przedawkowanie nikotyny może prowadzić do śmierci, jednak przy stężeniach uwalnianych przez EIN jest to bardzo mało prawdopodobne. Kobiety ciężarne i karmiące oraz osoby starsze są bardziej wyczulone na efekty zażywania nikotyny, jej wpływ na dzieci i młodzież nie jest do końca wyjaśniony.
Nie jest do końca jasne w jaki sposób organizm przyswaja uwalnianą w aerozolu nikotynę. Prawdopodobnie dzieje się to w górnych rejonach układu oddechowego i odpowiedzialna jest za to błona śluzowa, choć możliwe że przyswajana jest przez pęcherzyki i oskrzeliki w płucach.

## Status prawny e-papierosów w Polsce
Zgodnie z ustawą z dnia 22 lipca 2016 r. o zmianie ustawy o ochronie zdrowia przed następstwami używania tytoniu i wyrobów tytoniowych e-papierosy podlegają wielu obostrzeniom prawnym. E-papierosy mogą kupić wyłącznie osoby, które ukończyły 18 lat. Zakazane jest ich używanie w miejscach publicznych a także ich reklamowanie. Zabroniona została sprzedaż internetowa większości akcesoriów (płyny zawierające nikotynę, bazy, atomizery i inne) oraz wprowadzono istotne ograniczenia w sprzedaży stacjonarnej (m.in. zakaz sprzedaży płynów w opakowaniach większych niż 10 ml).
Od lutego 2018 r. wszystkie płyny wykorzystywane w e-papierosach zostały objęte podatkiem akcyzowym oraz obowiązkiem oznaczenia banderolami.

## Status prawny e-papierosów na świecie
- Argentyna – prawo zakazuje importu, reklamy oraz handlu e-papierosami, które są zaklasyfikowane jako wyroby tytoniowe[28].
- Australia – sprzedaż e-papierosów zawierających nikotynę jest nielegalna[29][30].
- Austria – e-papierosy są uważane za urządzenia medyczne, a wkłady nikotynowe za produkty medyczne. W związku z tym e-papierosy muszą posiadać oznaczenie CE, a wkłady nikotynowe muszą być uprzednio zarejestrowane, by e-papieros mógł zostać dopuszczony do legalnej sprzedaży.
- Belgia – e-papieros nie podlega żadnym obostrzeniom prawnym.
- Brazylia – sprzedaż, import oraz reklama e-papierosów w jakiejkolwiek postaci jest zabroniona[31].
- Dania – e-papierosy są legalne, jednak w związku z przeprowadzanymi badaniami same wkłady nikotynowe są czasowo zakazane.
- Finlandia – sprzedaż, a także kupno z zamiarem sprzedaży, wkładów zawierających nikotynę jest zabronione. Ich zakup zagraniczny i jedynie dla użytku własnego pozostaje legalny.
- Holandia – używanie e-papierosa jest legalne, jednak jego reklama jest zakazana[32].
- Hongkong – posiadanie i sprzedaż e-papierosa jest nielegalna.
- Jordania – sprzedaż, reklamowanie, produkcja oraz używanie e-papierosów są zakazane[33].
- Kambodża – sprzedaż, import oraz używanie e-papierosów są zakazane[34].
- Kanada – w marcu 2009 tamtejsze Ministerstwo Zdrowia zażądało natychmiastowego zaprzestania importu, sprzedaży oraz reklamy produktów związanych z e-papierosami, zalecając jednocześnie Kanadyjczykom nie kupować i nie używać e-papierosów. Oficjalnie każdy produkt związany z e-papierosami i zawierający nikotynę wymaga pozwolenia na import, sprzedaż i reklamę. W praktyce ani jedno takie pozwolenie nie zostało wydane[35].
- Katar – od 2014 roku  handel, import, reklamowanie oraz posiadanie e-papierosów jest zabronione[36].
- Kolumbia – e-papierosy są zaklasyfikowane jako produkty imitujące tytoń a ich produkcja, sprzedaż i reklamowanie są zakazane[37].
- Korea Południowa – e-papierosy zawierające nikotynę są klasyfikowane jako wyroby tytoniowe, dlatego ich sprzedaż osobom poniżej 19 roku życia jest zabroniona. Opakowania i reklamy e-papierosów powinny zawierać teksty ostrzeżeń zdrowotnych, które wskazują, że zawierają one szkodliwe substancje. Korzystanie z e-papierosów jest zabronione w miejscach publicznych, z wyjątkiem wyznaczonych miejsc dla palących. Na liquidy i kartridże nałożona jest akcyza[38].
- Malezja – e-papierosy są uważane za urządzenia medyczne, a wkłady nikotynowe za produkty medyczne. Mogą zostać legalnie nabyte na podstawie odpowiedniej recepty.
- Niemcy – e-papieros nie podlega żadnym obostrzeniom prawnym.
- Norwegia – nielegalna jest sprzedaż, import, produkcja oraz reklamowanie e-papierosów i liquidów posiadających nikotynę. Osoby prywatne mogą jednak wwieźć je do kraju w niewielkich ilościach na użytek własny. Palenie e-papierosów w miejscach publicznych nie jest objęte regulacjami prawnymi[39].
- Nowa Zelandia – Ministerstwo Zdrowia ustaliło, że wkłady zawierające nikotynę, zanim zostaną dopuszczone do sprzedaży, muszą uprzednio zostać zarejestrowane jako lek.
- Singapur – od 1 sierpnia 2016 r. import oraz sprzedaż e-papierosów są nielegalne. Ponadto 1 lutego 2018 roku zakazane zostało ich posiadanie, kupno oraz używanie[40].
- Stany Zjednoczone – według Agencji Żywności i Leków e-papieros stanowi system dostarczania nikotyny i jako taki podlega uprzedniej akceptacji przez Agencję. FDA prowadzi badania nad e-papierosem, istnieją także przypadki wstrzymywania przez nią transportu produktów związanych z e-papierosem na teren USA[41][42].
- Wielka Brytania – e-papieros nie podlega żadnym obostrzeniom prawnym[43].
- Zjednoczone Emiraty Arabskie – zgodnie z ustawą z 2009 roku import oraz handel elektronicznymi papierosami są zabronione, jednakże jak do tej pory żadne prawo nie reguluje ich używania w miejscach, gdzie palenie jest dozwolone[44].